# Pianezza
Pianezza est une commune italienne d'environ 12 000 habitants située dans la ville métropolitaine de Turin, dans la région du Piémont, au Nord-Ouest de l'Italie.

## Administration
| Période                                  | Période  | Identité          | Étiquette | Qualité       |
| ---------------------------------------- | -------- | ----------------- | --------- | ------------- |
| 30 mai 2006                              | En cours | Claudio Gagliardi |           | centre gauche |
| Les données manquantes sont à compléter. |          |                   |           |               |

### Hameaux
San Pancrazio, Grange.

### Communes limitrophes
Druento, Venaria Reale, San Gillio, Alpignano, Collegno, Rivoli.